# Миколай VII Радзивілл
Микола́ Радзиві́лл (лит. Mikalojus Radvila; бл. 1546— 18 грудня 1589, Вільнюс) — державний і військовий діяч Великого князівства Литовського.

## Життєпис
Походив з аристократичного роду Радзивіллів. Старший син Миколая Радзивілла Рудого, великого гетьмана литовського, і Катаржини Томицької. Народився близько 1546 року. Здобув гарну домашню освіту. Водночас долучився до кальвінізму.
На чолі власних надвірних загонів брав участь у Лівонській війні з Московським царством. У 1564 році разом зі своїм батьком брав участь у перемозі над московитами в битві під Чашниками. У 1574 році отримав посаду ловчого великого литовського. Того року Миколаю Радзивіллу надано староство мозирське у пожиттєве володіння. Водночас одружився з представницею впливового рутенського (українського) роду Вишневецьких. 1577 року здобув мерецьке староство.
У 1578 році брав участь в битві з московським військом під Венденом, де Московії було завдано поразки. У 1579 році брав участь в облозі і взятті Полоцька польсько-литовською армією під орудою короля Стефана Баторія. Згодом, того ж року, Радзивілла було призначено воєводою Новогрудським.
У 1580 році брав участь в облозі Стефаном Баторієм Великих Лук, в 1581—1582 роках — в облозі Пскова. 1582 року після смерті дружини одружився з представницею білоруського роду Глібовичів. 1584 році після смерті батька розділив з Христофором родинні володіння. 1587 році підписав обрання ерцгерцога Максимілана австрійського королем Речі Посполитої. Помер у 1589 році.

## Володіння
Йому належали маєтки в Литві (Віжунов, Дубинки тощо), Белиці, Докудове, Ліпічна і Жирмуни в Лідському повіті, Мядель в Ошмянському повіті, Острів в Новогрудському повіті, Індура в Городенському повіті.

## Родина
1. Дружина — Олександра, донька Івана Вишневецького;  
2. Дружина — Олена, донька Івана Глібовича, великого канцлера литовського. 
Діти:
- Юрій (1578—1613), каштелян трокський;
- Катерина, дружина: 1) Миколаю Нарушевича, каштеляна жмудського; 2) Петра Горайського, старости ушпольського;
- Софія (д/н—до 1604), дружина: 1) Юрія Ходкевича, старости жмудського; 2) Христофора Дорогостайського, маршалка великого литовського.